# Серата-Монтеору (Румунія)
Серата-Монтеору (рум. Sărata-Monteoru) — село у повіті Бузеу в Румунії. Входить до складу комуни Мерей.
Село розташоване на відстані 90 км на північний схід від Бухареста, 14 км на захід від Бузеу, 112 км на захід від Галаца, 98 км на південний схід від Брашова.

## Населення
За даними перепису населення 2002 року у селі проживали 863 особи, усі — румуни. Усі жителі села рідною мовою назвали румунську.

## Поселення бронзової доби
Тут в 1917-18 відкрите поселення, що належало до археологічної культури Монтеору, середини бронзової доби. Датується 1700—1200 рр. до Р. Х.
Представлена укріпленими й неукріпленими поселеннями й могильниками (поховання на боці в скорченому положенні).
- Населення жило патріархальними громадами, займалося землеробством і скотарством.
- Зброя й інші предмети виготовлялися із бронзи й каменю.
- Глиняний посуд із чорною лощеною поверхнею прикрашався рельєфним або шнуровим орнаментом, на пізньому етапі — горбками, пальметками або спіралями.

## Слов'янський могильник
У селі Серата-Монтеору відкритий слов'янський могильник 500—700 рр. (понад 1500 трупоспалень, поміщених у круглі ями, рідше — у глиняні урни).
- Інвентар: пальчасті фібули, залізні ножі, скляні намиста й інше, а також візантійські золоті, срібні й скляні посудини.